# 수경화학
수경화학은 대한민국의 화학회사이다. 2007년 11월에 창립하였다.

## 사업
주력사업은 폴리우레탄 관련 분야이며 MDI/TDI/polyol은 물론 발포제(blowing agent)를 포함하여 각종 폴리우레탄용 화학원료를 공급하고 있다. 그밖에도 etchant등의 전자재료용 화학원료, 2차 전지용 화학원료 사업도 진행 중이다.